# شانجون يونزيهي
شانجون يونزيهي (باللغة الصينية: 上官雲珠) ممثلة صينية عملت من فترة 1940 إلى 1960 وتعتبر واحدة من أكثر الممثلات موهبة وتعددا في الأدوار في الصين وقد كانت واحدة من أفضل مئة ممثل في مئة عام في سنيما الصين عام 2005.
هربت شانجون يونزيهي إلى شانجاهاي عندما غزو اليابانيين مدينتها جانجين وفي شانجاهاي أصبحت ممثلة أفلام ومسلسلات درامية وتوقفت عن التمثيل بعد الحرب الصينية اليابانية الثانية وتألقت في كثير من الأفلام اليسارية البارزة مثل سبرينج ريفر فلوز ايست وكروز اند سباروز وومن سايد باي سايد وبعد انتصار الشيوعية في الصين عام 1949 توقفت عن التمثيل بسبب تورط زوجها في الحملات المناهضة للنظام الرأسمالي وما تسمى بفايف انتيكامبينج ولكنها عادت بعدها وصورت العديد من الشخصيات المتنوعة في الكثير من الأفلام.
تزوجت شانجون يوزيهي من ثلاث أزواج ولديها ثلاث أبناء وجميع زواجاتها انتهت بالطلاق وقد قالت بأن لديها بعض المشاكل مع ماو زيدونج وقد تعرضت للاضطهاد كثيراً من معجبي زوجته جانج كوينج في خلال الثورة الثقافية وهذا ما دعا الممثلة للانتحار في نوفمبر 1968.

## بداية حياتها
ولدت الممثلة شانجون يوزينهي في 1920في مدينة من مدن جانج ينج (长泾)في جانجينفي ولاية جانجسو وكان اسمها عند الولادة وي جونلو (韋均犖) وقد سميت أيضا بوي ياجن (韋亞君) وكانت الخامسة بين اخواتها وأصغرهم لوالديها وقد تزوجت معلم الفنية زانج دايان في عام 1936 حيث كان صديق اخيها وبعدها بقليل انجبت طفلها الأول زانج كويجن (张其坚) وقد كان عمرها 17 عام.
اندلعت الحرب الصينية اليابانية الثانية بعد زواجها بقليل وهاجمة الجيوش اليابانية الغازية مدينتها جانجين في نوفمبر 1937 وقد توفت واحدة من اخوات زوجها وي جونلو في غارة وبعدها هربت الممثلة وعائلتها إلى شانجاهاي.

## من 1940 إلى 1949

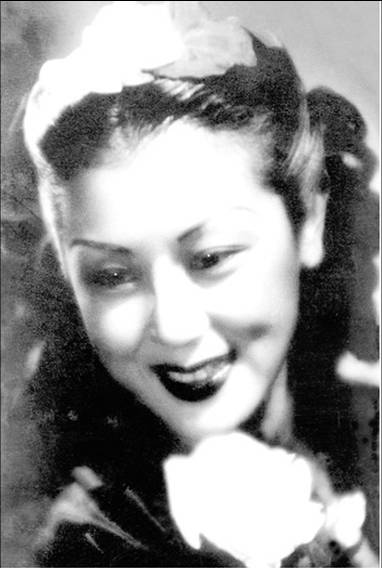
صورة الممثلة في الأربيعنيات

وجد زوج الممثلة وي جونلو وظيفة في شانجاهاي في محل تصوير يملكه هي زومين وهو مصور في شركة مينجكسينج فيلم وقد احبت الممثلة التمثيل من تأثرها من زبائن الاستوديو من فيلم اندستري وفي عام 1940 التحقت الممثلة في مدرسة الدراما وتوظفت في شركة افلام كسينه وبعد تخرجها أسمت نفسها شانجون يوزيهي الاسم الذي اقترحه مديرها بو وانجسانج وقد انضمت الممثلة إلى شركة يوهوو حيث مثلت أول فيلم لها وهو فولين روز في عام 1941 بعد نجاحها في لعب البطولة النسائية في مسرحية عاصفة الرعد على مسرح ساو يو.
انضمت الممثلة إلى مجموعة ذا تيانفينج دراما سوسيتيفي 1942 وهناك قابلت الكاتب المسرحي ياو كي (姚克) وبعدها بعام تطلقت من زوجها زانج دابان ومن ثم تزوجت ياو وفي أغسطس من عام 1944 وانجبت طفلتها ياو ياو ولكن زواجها الثاني كان قصيرا بسبب خيانة ياو وتطلقت منه قبل ان تكمل ابنتهن عامها الثاني وبعد ذلك كان للممثلة علاقة قصيرة مع الممثل لان ما (蓝马).
في فترة ما بعد الحرب مثلت أول ادوارها الرئيسية في فيلم الحلم والنعيم الذي اخرجه تانج اكسيودان وفيلم عاشت سيدتها الذي اخرجه سانج هو وبعدها تألقت في كثير من الأفلام اليسارية من ضمنها سبرينج ريفر فلوز ايست الذي اخرجه كايشاشينج وزينج جونلي في عام 1947 وفيلم ميرياد اوف ليتس الذي اخرجه شين فو في عام 1948 وكروز اند سباروز الذي اخرجه زينج جونلي في عام 1949 وايضا فيلم ويمن سايد باي سايد الذي اخرجه شين ليتينج في عام 1949 وكان ادائها البارع في هذه الأفلام المشهورة سببا في شهرتها الواسعة واشادة نقادها.

## بعد عام 1949

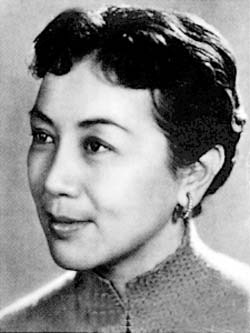
صورة جديدة للممثلة في الحقبة الشيوعية.

واصلت الممثلة شانجون يوزيهي تمثيلها تحت قيادة الحكومة الجديدة بعد فوز ماو زيدونج الشيوعي في الحرب الصينية الأهلية وتأسيس جمهورية الصين الشعبية في عام 1949 وقد تزوجت الممثلة زوجها الثالث شينجشايو (程述尧) مدير مسرح ليسيم فيشانجاهايفي عام 1951 وبعدها انجبت طفلها وي ران (韦然) ولكن بعدها تورط زوجها شينجشايو في حملة الخمس المضادة وهي حملة سياسية اطلقها ماو ضد الرأسمالية في عام 1952 وقد اتهم بالاختلاس واعترف بذلك تحت الضغط وقررت الممثلة الطلاق من شينج وزواجهم استمر اقل من سنتين وبعدها كان لها علاقة جديدة مع المخرج هي لو (贺路).
لم تقم الممثلة بتمثيل أي دور رئيسي لعدة سنوات بسبب ارتباطها بشينج شابو وقد تغير ذلك في عام 1955 عندما تألقت في فيلم ستورم في جزيرة سوثيرن وقد قام المخرج باي شين (白沉) باختيارها لأداء دور رئيسي وهو بطولة ممرضة وهو دور بعيد كل البعد عن ادوارها التقليدية والتي هي الزوجة الاجتماعية الغنية وقد اعدت نفسها جيدا لدورها الجديد وصورت ادوارا متنوعة من الشخصيات في عدد من الأفلام منها اتز ماي داي اوف في عام 1959 وسبرينج كومز تو ذا ويذيرد تري الذي اخرجه زينج جونلي في عام 1961 وفيلم ايرلي سبرينج في فيبروري الذي اخرجه اكسي تيلي في عام 1963 وايضا فيلم ستاج سيسترز الذي اخرجه اكسي جين في عام 1965 وقد اشتهرت على انها من أكثر الممثلات موهبة وتنوعا بالأدوار في الصين.

## علاقتها مع ماو
قالت الممثلة ان لديها علاقة حميمية مع الرئيس ماو زيدونج وقد اقام العمدة شين يي لقاء خاص مع شانجونو ماو في العاشر من يناير في عام 1956وقال ماو انه كان من معجبيها وانه قد طلب منها مرارا لقائها لقاءً خاصا.  

## انتحارها
شخصت الممثلة بسرطان الثدي في عام 1966 واجرت عملية ناجحة ولكن بعدها وجدو سرطان في الدماغ وخضعت لعملية أخرى كبيرة.
وفي الوقت ذاته كانت الثورة الثقافية قائمة وظهر للممثلة فلمان وهما ايرلي سبرينج وستاج سيسترز وقد اتهمو انهم (اعشاب سامة ضخمة) وقد اضطهدت بشدة بسبب علاقتها المزعومة مع ماو وقد ضربوها اتباع زوجة ماو وهي جانج كوينج ضربا مبرحا والتي اعطتها انذاراً للاعتراف بعلاقتها مع ماو وفي الساعة الثالثة صباحا من يوم الثالث والعشرين من نوفمبر في عام 1968 قامت الممثلة بالقفز من شقتها في وكانج مانسون وتوفت.

## روابط خارجية
- شانجون يونزيهي على موقع IMDb (الإنجليزية)
- شانجون يونزيهي على موقع قاعدة بيانات الفيلم (الإنجليزية)